# Volta a Catalunya de 1972
La Volta a Catalunya de 1972 va ser 52a edició de la Volta Ciclista a Catalunya. Es disputà en 5 etapes del 12 al 17 de setembre de 1972 amb un total de 927,5 km. El vencedor final fou l'italià Felice Gimondi de l'equip Salvarani per davant de José Antonio González Linares del Kas, i d'Antonio Martos del Werner.
La segona i la cinquena etapes estaves dividides en dos sectors. Hi havia dos contrarellotges, una per equips al Pròleg de Tremp i l'altra individual al segon sector de la cinquena etapa a Badalona.
Hi havia bonificacions de 20, 10 i 4 segons als tres primers de cada etapa, de 10, 6 i 3 segons als primers als alts de 1a, 2a i 3a categoria respectivament, i de 3, 2 i 1 segons als primers de cada meta volant.

## Etapes
| Etapa  | Data           | Ciutats d'etapa           | km    | Vencedor de l'etapa           | Líder de la general           |
| ------ | -------------- | ------------------------- | ----- | ----------------------------- | ----------------------------- |
| Pròleg | 12 de setembre | Circuit per Tremp (CRE)   | 6,7   | Kas                           | José Antonio González Linares |
| 1a     | 13 de setembre | Tremp – Tarragona         | 211,6 | Domingo Perurena              | Domingo Perurena              |
| 2a A   | 14 de setembre | Tarragona – Granollers    | 137,8 | Domingo Perurena              | Domingo Perurena              |
| 2a B   | 14 de setembre | Granollers – s'Agaró      | 105,3 | José Antonio González Linares | José Antonio González Linares |
| 3a     | 15 de setembre | Olot – la Seu d'Urgell    | 141,0 | Domingo Perurena              | José Antonio González Linares |
| 4a     | 16 de setembre | la Seu d'Urgell - Manresa | 202,9 | Juan Manuel Santisteban       | José Antonio González Linares |
| 5a A   | 17 de setembre | Manresa - Barcelona       | 93,8  | Santiago Lazcano              | Santiago Lazcano              |
| 5a B   | 17 de setembre | Badalona – Badalona (CRI) | 28,4  | Felice Gimondi                | Felice Gimondi                |

### Pròleg[1]
12-09-1972: Circuit per Tremp, 6,7 km. (CRE):
|   | Equip  | Nacionalitat | Temps  |
| - | ------ | ------------ | ------ |
| 1 | Kas    | Espanya      | 8' 20" |
| 2 | Werner | Espanya      | + 15"  |
| 3 | Karpy  | Espanya      | + 17"  |

|   | Ciclista                      | Equip | Temps |
| - | ----------------------------- | ----- | ----- |
| 1 | José Antonio González Linares | Kas   | -10"  |
| 2 | Santiago Lazcano              | Kas   | m. t. |
| 3 | José Manuel Fuente            | Kas   | m. t. |

### 1a etapa[3]
13-09-1972: Tremp – Tarragona, 211,6:
|   | Ciclista         | Equip                | Temps      |
| - | ---------------- | -------------------- | ---------- |
| 1 | Domingo Perurena | Kas                  | 6h 19' 17" |
| 2 | Andrés Oliva     | La Casera            | m. t.      |
| 3 | Herman Beysens   | Magniflex-Van Cauter | m. t.      |

|   | Ciclista         | Equip | Temps      |
| - | ---------------- | ----- | ---------- |
| 1 | Domingo Perurena | Kas   | 6h 18' 57" |
| 2 | Santiago Lazcano | Kas   | m. t.      |
| 3 | Pascual Fandos   | Karpy | + 08"      |

### 2a etapa A[4]
14-09-1972: Tarragona – Granollers, 137,8 km.:
| Resultat de la 2a etapa A \| \| Ciclista \| Equip \| Temps \| \| - \| ---------------- \| -------------------- \| ---------- \| \| 1 \| Domingo Perurena \| Kas \| 3h 43' 31" \| \| 2 \| Herman Beysens \| Magniflex-Van Cauter \| m. t. \| \| 3 \| Guerrino Tosello \| Salvarani \| m. t. \| |                  |                      |            |
| | Ciclista         | Equip                | Temps      |
| 1 | Domingo Perurena | Kas                  | 3h 43' 31" |
| 2 | Herman Beysens   | Magniflex-Van Cauter | m. t.      |
| 3 | Guerrino Tosello | Salvarani            | m. t.      |

### 2a etapa B[4]
14-09-1972: Granollers – s'Agaró, 105,3 km.:
|   | Ciclista                      | Equip  | Temps      |
| - | ----------------------------- | ------ | ---------- |
| 1 | José Antonio González Linares | Kas    | 4h 39' 04" |
| 2 | Lucien Aimar                  | Rokado | + 38"      |
| 3 | Domingo Perurena              | Kas    | + 40"      |

|   | Ciclista                      | Equip | Temps       |
| - | ----------------------------- | ----- | ----------- |
| 1 | José Antonio González Linares | Kas   | 13h 01' 00" |
| 2 | Domingo Perurena              | Kas   | + 26"       |
| 3 | Santiago Lazcano              | Kas   | + 39"       |

### 3a etapa[5]
15-09-1972: Olot – la Seu d'Urgell, 141,0 km.:
|   | Ciclista         | Equip                | Temps      |
| - | ---------------- | -------------------- | ---------- |
| 1 | Domingo Perurena | Kas                  | 4h 38' 37" |
| 2 | Felice Gimondi   | Salvarani            | m. t.      |
| 3 | Herman Beysens   | Magniflex-Van Cauter | m. t.      |

|   | Ciclista                      | Equip | Temps       |
| - | ----------------------------- | ----- | ----------- |
| 1 | José Antonio González Linares | Kas   | 13h 37' 37" |
| 2 | Domingo Perurena              | Kas   | + 06"       |
| 3 | Pascual Fandos                | Karpy | + 38"       |

### 4a etapa[6]
16-09-1972: la Seu d'Urgell - Manresa, 202,9 km.:
|   | Ciclista                | Equip     | Temps      |
| - | ----------------------- | --------- | ---------- |
| 1 | Juan Manuel Santisteban | Karpy     | 5h 09' 59" |
| 2 | Guerrino Tosello        | Salvarani | + 2' 14"   |
| 3 | Felice Gimondi          | Salvarani | + 2' 21"   |

|   | Ciclista                      | Equip | Temps       |
| - | ----------------------------- | ----- | ----------- |
| 1 | José Antonio González Linares | Kas   | 22h 51' 57" |
| 2 | Domingo Perurena              | Kas   | + 06"       |
| 3 | Santiago Lazcano              | Kas   | + 39"       |

### 5a etapa A[7]
17-09-1972: Manresa - Barcelona, 93,8 km. :
| Resultat de la 5a etapa A \| \| Ciclista \| Equip \| Temps \| \| - \| ----------------- \| --------- \| ---------- \| \| 1 \| Santiago Lazcano \| Kas \| 2h 26' 20" \| \| 2 \| Antoon Houbrechts \| Salvarani \| + 17" \| \| 3 \| Roger Gilson \| Rokado \| + 21" \| |                   |           |            |
| | Ciclista          | Equip     | Temps      |
| 1 | Santiago Lazcano  | Kas       | 2h 26' 20" |
| 2 | Antoon Houbrechts | Salvarani | + 17"      |
| 3 | Roger Gilson      | Rokado    | + 21"      |

### 5a etapa B[7]
17-09-1972: Badalona – Badalona, 28,4 km. (CRI):
|   | Ciclista                      | Equip     | Temps   |
| - | ----------------------------- | --------- | ------- |
| 1 | Felice Gimondi                | Salvarani | 42' 14" |
| 2 | Antonio Martos                | Werner    | + 47"   |
| 3 | José Antonio González Linares | Kas       | + 58"   |

|   | Ciclista                      | Equip     | Temps       |
| - | ----------------------------- | --------- | ----------- |
| 1 | Felice Gimondi                | Salvarani | 26h 01' 43" |
| 2 | José Antonio González Linares | Kas       | + 17"       |
| 3 | Antonio Martos                | Werner    | + 56"       |

## Classificació General
|    | Ciclista                      | Equip     | Temps       |
| -- | ----------------------------- | --------- | ----------- |
| 1  | Felice Gimondi                | Salvarani | 26h 01' 43" |
| 2  | José Antonio González Linares | Kas       | + 17"       |
| 3  | Antonio Martos                | Werner    | + 56"       |
| 4  | Santiago Lazcano              | Kas       | + 1' 16"    |
| 5  | Domingo Perurena              | Kas       | + 1' 31"    |
| 6  | Eduard Castelló               | Karpy     | + 1' 54"    |
| 7  | Pedro Torres                  | La Casera | + 2' 05"    |
| 8  | Luis Pedro Santamarina        | Werner    | + 2' 18"    |
| 9  | Antoon Houbrechts             | Salvarani | + 2' 20"    |
| 10 | Lucien Aimar                  | Rokado    | + 2' 25"    |

## Classificacions secundàries
|   | Ciclista            | Equip     | Punts    |
| - | ------------------- | --------- | -------- |
| 1 | José Luis Abilleira | La Casera | 29 punts |
| 2 | Andrés Oliva        | La Casera | 25 punts |
| 3 | Santiago Lazcano    | Kas       | 21 punts |

|   | Ciclista         | Equip     | Punts    |
| - | ---------------- | --------- | -------- |
| 1 | Juan Zurano      | La Casera | 13 punts |
| 2 | Miguel Mari Lasa | Kas       | 12 punts |
| 3 | Ventura Díaz     | Werner    | 4 punts  |

|   | Ciclista         | Equip                | Punts    |
| - | ---------------- | -------------------- | -------- |
| 1 | Domingo Perurena | Kas                  | 48 punts |
| 2 | Felice Gimondi   | Salvarani            | 39 punts |
| 3 | Herman Beysens   | Magniflex-Van Cauter | 32 punts |

|   | Equip  | Nacionalitat | Temps        |
| - | ------ | ------------ | ------------ |
| 1 | Kas    | Espanya      | 104h 14' 12" |
| 2 | Werner | Espanya      | + 1' 30"     |
| 3 | Karpy  | Espanya      | + 2' 48"     |